# Paule Crampel
Paule Crampel, née le 8 août 1864 à Paris et morte le 2 janvier 1964 à Wissant, est une peintre française.

## Biographie
Paule Aline Zoé Henriette Lamey est la fille de Jules Eugène Alfred Lamey, capitaine du génie, et de Marie Pauline Brackenhoffer.
En 1889, elle épouse l'explorateur Paul Crampel.
Après le décès de son époux en 1891, elle rejoint ses parents à Bordeaux, puis emménage à Paris, rue Vauquelin.
Elle illustre divers ouvrages dont La route du Tchad : du Loango au Chari de Jean Dybowski, ou À la conquête du Tchad... d'Harry Alis.
Elle expose au Salon des artistes français à partir de 1898.
Après la Première Guerre mondiale, elle s'installe définitivement à Wissant.
Elle meurt à l'âge de 99 ans à Wissant.